# (3543) Ningbo
(3543) Ningbo est un astéroïde de la ceinture principale.

## Description
(3543) Ningbo est un astéroïde de la ceinture principale. Il fut découvert le 11 novembre 1964 à Nanking par l'observatoire de la Montagne Pourpre. Il présente une orbite caractérisée par un demi-grand axe de 3,18 UA, une excentricité de 0,17 et une inclinaison de 1,0° par rapport à l'écliptique.

## Compléments